# 10171 Такаотенґу
10171 Такаотенґу (10171 Takaotengu) — астероїд головного поясу, відкритий 7 березня 1995 року.
Тіссеранів параметр щодо Юпітера — 3,345.
Названо на честь Такаотенґу (яп. たかおてんぐ(高尾天狗) такаотенґу).